# N股
N股，是指那些在中国大陆注册、在美国纽约（New York）的證券交易所上市的中國公司股票，取紐約字首的第一個字母N作為名稱。